# 大韓民国の国章
大韓民国の国章（だいかんみんこくのこくしょう）は、1963年に現在の紋章が制定された。国花のムクゲを図案化し、中央には韓国の象徴である太極旗の太極図をあしらい、中央下部にはハングルで「대한민국」（大韓民国）と記されている。
現在の国章は、1963年7月3日に大統領令第5151号で公布された二代目の国章である。外国に送られる公文書や国家の重要文書、施設、物資などに大韓民国を象徴する紋章として使われる。
なお、初代の国章は、韓国国旗の太極旗で使われている太極図と四卦を紋章用に図案化したものだった。

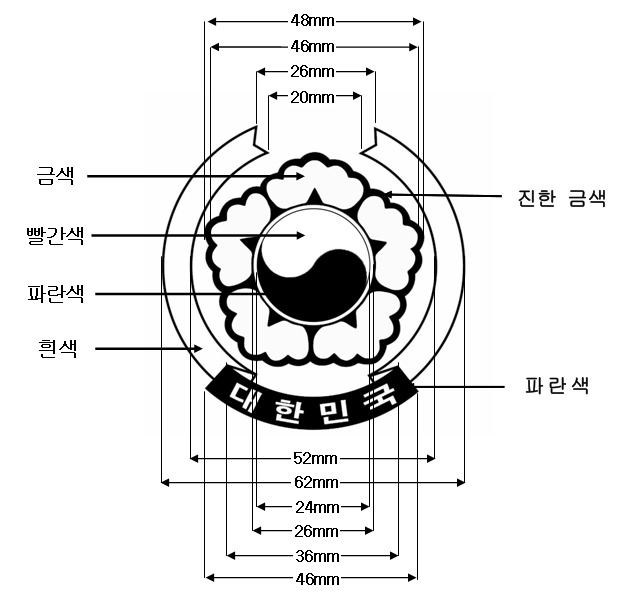
大韓民国の国章の制作方法

## ギャラリー

大韓民国の国章（1948年 - 1963年）
大韓民国の国章（1963年 - 1984年）
大韓民国の国章（1984年 - 1997年）
大韓民国の国章（1997年 - 2016年）
大韓民国の大統領の紋章。二羽の鳳凰がムクゲの花を囲んでいる
大韓民国の首相の紋章
大韓民国の国会の紋章。ハングルで「국회」（国会）と書かれている
大韓帝国の国章であり皇室（後の李王家）の紋章でもあった「李花紋」。全州李氏を象徴する花である李花（スモモの花）を図案化している
大韓帝国の国章である「鷹模様」。ハングルで「매문양」と書かれている （1903年 - 1910年）